# 2020年日本大賽
2020年日本大賽是日本職棒第71屆總冠軍賽，由中央聯盟冠軍讀賣巨人與太平洋聯盟冠軍福岡軟銀鷹連續2年交手。這是雙方第12次於日本大賽交手。
因為本屆日本大賽與都市對抗野球大會撞期，讀賣巨人無法使用東京巨蛋，改借用大阪巨蛋作為他們的主場。另外本屆也繼1985年後再度全面使用指定打擊。
軟銀鷹連續2年以4勝0敗橫掃讀賣巨人，拿下隊史第11座日本一、完成4連霸，同時也是第3次在日本大賽擊敗讀賣巨人。

## 出線過程
由於受到2019冠状病毒病疫情波及，本季日職的高潮系列賽也被大幅影響。
- 中央聯盟部分，全面取消高潮系列賽，由聯盟冠軍（讀賣巨人）直接進入日本大賽。

- 太平洋聯盟部分，取消第1輪，由聯盟前2名進行4戰3勝制的決勝輪

|  | 準決賽 | 準決賽       | 準決賽 |  |  | 決賽 | 決賽       | 決賽 |  |
|  |        |              |        |  |  |      |            |      |  |
|  | P1     | 福岡軟銀鷹   | 3      |  |  |      |            |      |  |
|  | P2     | 千葉羅德海洋 | 0      |  |  | P1   | 福岡軟銀鷹 | 4    |  |
|  |        |              |        |  |  | C1   | 讀賣巨人   | 0    |  |

## 比賽

### 第一場
日期：11月21日
地點：大阪巨蛋
第1戰，巨人菅野智之與軟銀鷹千賀滉大上演王牌對決。
千賀滉大主投7局被打出3安，送出6K、3BB，雖然在巨人的攻擊策略（放掉低球）下殺招低角度指叉球無法奏效進而無法有效解決打者，3下和4下更是因為引誘球騙不到出棒而陷入掙扎的瀕臨自爆時刻，但最後都能順利解圍全身而退。4下，千賀滉大連續保送了坂本勇人和岡本和真，但第5棒拿過年度MVP的丸佳浩不僅以游擊方向雙殺幫對手解圍，還出鬼腳踢到中村晃的腳，引發軒然大波。
打擊方面，於洋聯高潮系列賽表現不佳的軟銀鷹第5棒栗原陵矢，單場3支3（前3打席都掃出安打+加上1次保送）包含2上的2分砲與6上的2分打點二壘安打，隻手遮天為軟銀鷹帶回4分打點，也讓主投6.1局的菅野智之黯然吞敗。
8上，中村晃再補一槍，讓軟銀鷹擴大領先來到5：0，也讓9下終結者森唯斗開劇場時的戲劇張力降低了不少。巨人直到9下1出局滿壘才由澤魯斯·惠勒的高飛犧牲打破蛋，躲過被完封的命運。
| 福岡軟銀鷹                                                                        | 0 | 2 | 0 | 0 | 0 | 2 | 0 | 1 | 0 | 5 | 8 | 0 |
| 讀賣巨人                                                                          | 0 | 0 | 0 | 0 | 0 | 0 | 0 | 0 | 1 | 1 | 4 | 0 |
| 勝投： 千賀滉大（1–0） 敗投： 菅野智之（0–1） 全壘打： 軟銀：栗原陵矢(1) 巨人：無 |   |   |   |   |   |   |   |   |   |   |   |   |

### 第二場
日期：11月22日
地點：大阪巨蛋
第2戰，軟銀鷹在先發投手石川柊太上場之前，就先對今村信貴發動猛攻。1上靠著保送、連續安打和丸佳浩的判斷失誤搶下3分，2上輪到捕手甲斐拓也扛出陽春砲，讓今村在解決掉箭頭周東佑京、取得2出局後下台鞠躬。
3上，軟銀鷹展開對巨人牛棚的轟炸，尤里斯貝爾·賈西亞爾對戸郷翔征轟出2分砲。
5下，Zelous Wheeler回敬2分砲，但作用僅限於幫助巨人破蛋，石川柊太5.1局的投球工作終究只失這2分。6下1出局後坂本勇人與岡本和真連續敲安，工藤公康果斷啟動牛棚，以嘉彌真新也三振丸佳浩，2出局後巨人換代打右打石川慎吾，軟銀以低肩側投高橋禮接替，巨人再次更換代打田中俊太並拗到保送。在滿壘兩出局的情況下，高橋禮在球數落後的懸崖邊投回來，最終讓中島宏之揮棒落空，有驚無險地化解危機。
7上，逃過一劫的軟銀鷹，靠著阿爾弗雷多·德斯潘耶掃出滿貫砲，一棒擊沉巨人，也讓9上的2分追加形同鞭屍。
| 福岡軟銀鷹                                  | 3 | 1 | 2 | 0 | 1 | 0 | 4 | 0 | 2 | 13 | 15 | 0 |
| 讀賣巨人                                    | 0 | 0 | 0 | 0 | 2 | 0 | 0 | 0 | 0 | 2  | 5  | 2 |
| 勝投： 石川柊太 (1–0) 敗投： 今村信貴 (0–1) |   |   |   |   |   |   |   |   |   |    |    |   |

### 第三場
日期：11月24日
地點：福岡巨蛋
第3戰，軟銀鷹以具備大聯盟豐富資歷的麥特·摩爾迎擊巨人的安潔兒·桑切斯。在以大阪巨蛋為主場的前2戰，巨人團隊打擊率只有.150，17次上壘（9支安打和8次保送）更是比軟銀鷹2戰總共得18分還少。打線已經不是普通的冰冷了，但在這背水一戰，原辰德監督還是採取保守策略，擺出同樣的先發打線，只有小幅調整棒次安排。
然而這場比賽1上卻是軟銀鷹引以為傲的守備先出包。吉川尚輝平凡的游擊滾地，軟銀鷹卻發生暴傳讓他直上二壘。面對軟銀鷹的送禮，原辰德反而選擇讓松原聖彌短打推進，結果點成捕手前小彈跳，甲斐拓也接到後立即傳三壘，但是軟銀鷹竟然犯了夾殺過程中沒人補位的大錯誤，讓跑者成功回到二壘，所幸打者跑壘過於躁進被夾殺於一二壘間。摩爾接下來三振坂本勇人，並讓岡本和真滾地球出局結束這場鬧劇。
比賽就此進入洋投主宰的節奏。摩爾主投7局，巨人僅獲得0安2保送，也讓苦撐卻等不到火力護航的桑切斯被軟銀鷹突圍。
3下2出局時周東佑京內野安打，雖然加上對方明知不可為而為之的傳球失誤上二壘，不過在中村晃的2分砲面前，有沒有失誤其實沒差。
6下，中村晃保送上壘，柳田悠岐的右外野飛球讓松原聖彌滑接失敗形成安打，尤里斯貝爾·賈西亞爾游擊滾地球讓中村晃被夾殺，然後栗原被敬遠塞滿壘包。巨人選擇相信桑切斯，成功三振上一場有滿貫砲演出的阿爾弗雷多·德斯潘耶，最終讓代打的長谷川打成二壘方向滾地球，吉川尚輝精彩守備刺殺出局。
7下，松田宣浩率先擊出穿越三游的安打，甲斐拓也緊接著短打推進。巨人啟用高梨雄平接替苦撐已久的桑切斯，但高梨登板後面對左打者周東佑京卻投成死球保送，接著中村晃右外野方向安打追加第3分。巨人在高梨三振柳田後換上大竹寬，但賈西亞爾又敲出安打追加第4分，巨人再度以左投的中川皓太頂上，讓栗原陵矢打成投手前滾地球，結束這個漫長的半局。
8上，巨人面對利萬·莫內羅大量啟動代打，雖然得到觸身球和保送各1，不過也吞下3張老K；9上中心棒次面對守護神森唯斗，坂本勇人界外飛球出局，岡本和真的界外全壘打後打出三壘滾地球出局，丸佳浩卻成功地敲出巨人本戰的第1支安打，打破了8.2局的無安打比賽，不過澤魯斯·惠勒無法延續攻勢，巨人最終敗下陣來。
| 讀賣巨人                                          | 0 | 0 | 0 | 0 | 0 | 0 | 0 | 0 | 0 | 0 | 1 | 1 |
| 福岡軟銀鷹                                        | 0 | 0 | 2 | 0 | 0 | 0 | 2 | 0 | X | 4 | 8 | 2 |
| 勝投： 麥特·摩爾 (1–0) 敗投： 安潔兒·桑切斯 (0–1) |   |   |   |   |   |   |   |   |   |   |   |   |

### 第四場
日期：11月25日
地點：福岡巨蛋
第4戰，軟銀鷹以老將和田毅對決巨人畠世周。巨人終於大幅變更打線，排上7個右打（第1棒若林晃弘左右開弓）來對付左投的和田毅。
1上，新的打線果然帶來好彩頭。若林晃弘率先擊出二壘安打站上得點圈，坂本勇人隨即打出了帶有打點的二壘安打，巨人本次系列賽的得點圈打擊率終於破蛋。巨人的新氣象維持沒多久，丸佳浩界外飛球出局、岡本和真被三振，迅速累積2出局。和田毅在1上投得非常辛苦，接著保送Wheeler，儘管三振了中島宏之，不過也是經過11球的纏鬥，讓他單局用球數激增。
1分落後對軟銀鷹完全不保險，1下中村晃右外野邊線二壘安打後，柳田立刻大棒轟出2分砲逆轉戰局。2上巨人攻勢再起，田中俊太無人出局安打上壘，原辰德再次選擇保守的短打推進，但是增田大輝和若林都無功而返。2下，甲斐拓也再追加1發2分砲KO畠世周，完全澆熄巨人反撲的氣焰。
3上，軟銀鷹開始動用牛棚，依序順暢按表操課，完全壓制巨人的進攻；巨人牛棚也力保不失，讓軟銀鷹3下得到2個保送1次觸身球卻無法追加保險分，比分自此凍結。
9上，巨人最後的攻擊機會，守護神森唯斗再度上演劇場，無人出局保送岡本和真、一人出局後被中島宏之安打，一人出局一二壘有人。面對田中俊太零三好壞開局，幸而最終投回來抓下三振，代打亀井善行則是在一好三壞後打成二壘上方沖天炮被接殺出局。
軟銀完成四連霸的霸業，正式獨居連霸排行榜的第2名，僅次於對手巨人於1965～1973年的V9王朝。
| 讀賣巨人                                                       | 1 | 0 | 0 | 0 | 0 | 0 | 0 | 0 | 0 | 1 | 6 | 0 |
| 福岡軟銀鷹                                                     | 2 | 2 | 0 | 0 | 0 | 0 | 0 | 0 | 0 | 4 | 5 | 0 |
| 勝投： 松本裕樹 (1–0) 敗投： 畠世周 (0–1) 救援成功： 森唯斗(1) |   |   |   |   |   |   |   |   |   |   |   |   |